# Marina Nazionale Repubblicana
Marynarka Wojenna RSI (wł. Marina Nazionale Repubblicana) – flota wojenna Włoskiej Republiki Socjalnej podczas II wojny światowej.

## Historia
Po kapitulacji Włoch 8 września 1943 roku, większość włoskiej floty wojennej - zgodnie z rozkazem adm. Carlo Bergaminiego – odpłynęła do Tunezji, dołączając do okrętów alianckich. W portach włoskich i okupowanych francuskich pozostało natomiast kilka krążowników, niszczycieli, okrętów podwodnych i mniejszych jednostek pływających. Przejęli je Niemcy, część nie oddając już Włochom. W skład Marina Nazionale Repubblicana weszły głównie mniejsze i pomocnicze okręty wojenne, uzyskane od strony niemieckiej. Rdzeń floty wojennej tworzyła Divisione Decima, powstała na bazie X Flotylli MAS. Dzień po ogłoszeniu rozejmu książę kpt. fregaty Junio Valerio Borghese, odznaczony wieloma medalami dowódca komandosów X Flotylli, rozpoczął w bazie wojennej w La Spezia werbowanie personelu morskiego. Jednocześnie 12 września zaoferował Kriegsmarine swoją służbę, co zostało przyjęte. W ciągu następnych tygodni kpt. J. V. Borghese podróżował po całym terytorium RSI, werbując oficerów, marynarzy i zwykłych ochotników do odtwarzanej w La Spezia X Flotylli MAS. Dowództwo Marina Nazionale Repubblicana początkowo chciało rozwiązać powstającą flotyllę, ale kpt. J. V. Borghese zagroził swoim samobójstwem i decyzja została cofnięta. Oprócz części morskiej sformowano też oddziały lądowe, podporządkowane X Flotylli:
- 1 Grupę Bojową
  - Batalion Fizylierów „Barbarigo”,
  - Batalion Fizylierów „Lupo”,
  - Batalion „Nuotatori-Paracadutisti”,
  - Batalion Artylerii „Colleoni”,
  - Batalion Saperów „Freccia”,
- 2 Grupę Bojową
  - Batalion Fizylierów „Fulmine”,
  - Batalion Fizylierów „Sagittario”,
  - Górski Szturmowy Batalion Saperów „Valanga”,
  - Batalion Rekrucki „Castagnacci”,
  - Batalion Artylerii „Da Giussano”,
  - Górski Batalion Artylerii „San Giorgio”,
  - Batalion Saperów „Freccia”,
- Batalion Fizylierów „Risoluti”,
- Batalion Fizylierów „Giobbe”,
- Batalion Fizylierów „Longobardo”,
- Batalion Fizylierów „Pegaso”,
- Batalion Fizylierów „San Giusto”,
- Batalion Fizylierów „Scire”,
- Batalion Fizylierów „Serenissima”,
- Batalion Fizylierów „Vega”,
- Kompanię Fizylierów „Adriatica”,
- Kompanię Fizylierów „D'Annunzio”,
- Kompanię Fizylierów „Sauro”,
- Kompanię „Operativa”,
- Kompanię Fizylierów „Mai Morti”.

Oprócz posiadającej status samodzielnej jednostki X Flotylli MAS (faktycznie podporządkowanej Niemcom) Marina Nazionale Repubblicana miała:
- Flotyllę Trałowców w Wenecji,
- Bazę Okrętów Podwodnych (Betasom) w okupowanym Bordeaux, bronioną przez Morską Atlantycką Dywizję Fizylierów,
- Bazę Okrętów Podwodnych w Gdańsku,
- Bazę Okrętów Podwodnych w Constanzy,
- Flotyllę Ścigaczy Okrętów Podwodnych,
- Flotyllę Miniaturowych Okrętów Podwodnych „Longobardo”.

Ogółem w skład Marina Nazionale Repubblicana wchodziły 3 krążowniki „Caio Mario” (służący jako pływający magazyn paliwa) oraz „Vesuvio” i „l'Etna” (pełniące rolę przeciwlotniczą), kilka okrętów podwodnych, 22 miniaturowe okręty podwodne, 30 trałowców, 22 ścigacze okrętów podwodnych, 21 ścigaczy torpedowych, 11 ścigaczy artyleryjskich.
Ponadto istniały Szkoła Rajdów Morskich „Commandante Todaro”, Szkoła Podwodna, Grupa Operacji Podwodnych, Grupa „Gamma”, Oddziały Rajdowe „Commandante Moccagatta”.
Łączna liczebność Marina Nazionale Repubblicana wynosiła ok. 26 tys. ludzi.